# Nicola Ciccolungo
Nicola Ciccolungo (Fermo, 22 marzo 1877 – 28 ottobre 1952) è stato un avvocato e politico italiano.

## Biografia
È stato deputato all'Assemblea Costituente, e senatore nella I legislatura.